# Eight Below
 Eight Below és una pel·lícula d'aventures estatunidenca dirigida el 2006 per Frank Marshall. Distribuïda per Walt Disney Pictures, la pel·lícula és un remake de la pel·lícula Antarctica (Nankyoku Monogatari) de 1983. Uns gossos són abandonats en una missió a l'Antàrtida.

## Repartiment
- Paul Walker
- Jason Biggs
- Bruce Greenwood
- Moon Bloodgood

Noms dels gossos:
Koda Bear; D.J.; Noble; Dino; Floyd; Sitka; Jasper; Apache.